# كسينيا سفيتلوفا

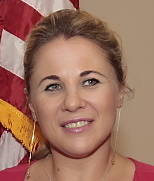
كسينيا سفيتلوفا.

كسينيا سفيتلوفا (بالعبرية: קסניה סבטלובה، بالروسية: Ксения Светлова، من مواليد موسكو في 28 يوليو 1977) سياسية وصحفية إسرائيلية وأستاذة مشاركة في الجامعة العبرية وتعتبر عضوا في الكنيست عن الاتحاد الصهيوني.